# Albin Eichhorn
Albin Eichhorn (* 16. Juli 1854 in Oelsnitz/Erzgeb.; † nach 1913) war ein deutscher Violinist.

## Leben
Eichhorn wurde am 16. Juli 1854 im sächsischen Oelsnitz im Erzgebirge geboren. Er erhielt seinen ersten Unterricht mit sieben Jahren durch seinen Vater und kurz darauf musste er schon öffentlich musizieren. Während seiner Schulzeit erlernte er autodidaktisch alle Streich- sowie viele Messing- und Blasinstrumente. Nach seiner Schul- und vor seiner Militärzeit hatte er verschiedene Engagements als Cellist.
Er diente in der Kapelle des Leib-Grenadier-Regiments Nr. 100 unter Musikdirektor Gustav Ehrlich. Nach Beendigung seiner Dienstzeit ging er nach Leipzig zum Musikdirektor Büchner und arbeitete dort als Konzertmeister im Stadttheater Leipzig.
1878 wurde er im Gewandhausorchester Leipzig als erster Violinist angestellt. Zum 1. Oktober 1885 wechselte er als Kammermusikus bzw. Vorspieler der zweiten Violine ans Königliche Hoftheater Dresden, wo er bis 1913 blieb.